# Liolaemus hatcheri
Liolaemus hatcheri este o specie de șopârle din genul Liolaemus, familia Tropiduridae, descrisă de Leonhard Hess Stejneger în anul 1982. Conform Catalogue of Life specia Liolaemus hatcheri nu are subspecii cunoscute.